# Tipula (Savtshenkia) eugeni
Tipula (Savtshenkia) eugeni is een tweevleugelige uit de familie langpootmuggen (Tipulidae). De soort komt voor in het Palearctisch gebied.